# Primera División 1988-1989 (Spagna)
La Primera División 1988-1989 è stata la 58ª edizione della massima serie del campionato spagnolo di calcio, disputato tra il 3 settembre 1988 e il 25 giugno 1989 e concluso con la vittoria del Real Madrid, al suo ventiquattresimo titolo, il quarto consecutivo.
Capocannoniere del torneo è stato Baltazar (Atlético Madrid) con 35 reti.

## Classifica finale
|       | Pos. | Squadra         | Pt | G  | V  | N  | P  | GF | GS | DR  |
| ----- | ---- | --------------- | -- | -- | -- | -- | -- | -- | -- | --- |
|       | 1.   | Real Madrid     | 62 | 38 | 25 | 12 | 1  | 91 | 37 | +54 |
| [ 2 ] | 2.   | Barcellona      | 57 | 38 | 23 | 11 | 4  | 80 | 26 | +54 |
|       | 3.   | Valencia        | 49 | 38 | 18 | 13 | 7  | 39 | 26 | +13 |
|       | 4.   | Atlético Madrid | 46 | 38 | 19 | 8  | 11 | 69 | 45 | +24 |
|       | 5.   | Real Saragozza  | 43 | 38 | 15 | 13 | 10 | 48 | 42 | +6  |
| [ 3 ] | 6.   | Real Valladolid | 43 | 38 | 18 | 7  | 13 | 40 | 31 | +9  |
|       | 7.   | Athletic Bilbao | 42 | 38 | 15 | 12 | 11 | 45 | 35 | +10 |
|       | 8.   | Celta Vigo      | 39 | 38 | 14 | 11 | 13 | 42 | 48 | -6  |
|       | 9.   | Siviglia        | 38 | 38 | 13 | 12 | 13 | 38 | 39 | -1  |
|       | 10.  | Osasuna         | 37 | 38 | 13 | 11 | 14 | 39 | 43 | -4  |
|       | 11.  | Real Sociedad   | 36 | 38 | 11 | 14 | 13 | 38 | 47 | -9  |
|       | 12.  | Real Oviedo     | 35 | 38 | 12 | 11 | 15 | 41 | 48 | -7  |
|       | 13.  | Sporting Gijón  | 35 | 38 | 13 | 9  | 16 | 42 | 42 | 0   |
|       | 14.  | CD Logroñés     | 34 | 38 | 9  | 16 | 13 | 25 | 37 | -12 |
|       | 15.  | Cadice          | 33 | 38 | 9  | 15 | 14 | 31 | 41 | -10 |
|       | 16.  | Malaga          | 33 | 38 | 12 | 9  | 17 | 39 | 53 | -14 |
|       | 17.  | Español         | 30 | 38 | 7  | 16 | 15 | 29 | 44 | -15 |
|       | 18.  | Real Betis      | 29 | 38 | 9  | 11 | 18 | 36 | 55 | -19 |
|       | 19.  | Real Murcia     | 24 | 38 | 9  | 6  | 23 | 27 | 58 | -31 |
|       | 20.  | Elche           | 15 | 38 | 4  | 7  | 27 | 29 | 71 | -42 |

Legenda:
      Campione di Spagna ed ammessa alla Coppa dei Campioni 1989-1990.
      Ammesse alla Coppa delle Coppe 1989-1990.
      Ammesse alla Coppa UEFA 1989-1990.
  Partecipa agli spareggi interdivisionali.
      Retrocesse in Segunda División 1989-1990.
Regolamento:
Due punti a vittoria, uno a pareggio, zero a sconfitta.
In caso di arrivo di due o più squadre a pari punti, la graduatoria verrà stilata secondo la classifica avulsa tra le squadre interessate che prevede, in ordine, i seguenti criteri:
- Punti negli scontri diretti.
- Differenza reti negli scontri diretti.
- Differenza reti generale.
- Reti realizzate in generale.

## Spareggi

### Spareggi interdivisionali
|            | Risultati |            | Luogo e data                           |
| ---------- | --------- | ---------- | -------------------------------------- |
| Español    | 1-0       | Maiorca    | Barcellona, 28 giugno 1989             |
| Maiorca    | 2-0       | Español    | Palma di Maiorca, 2 luglio 1989        |
|            |           |            |                                        |
| Tenerife   | 4-0       | Real Betis | Santa Cruz de Tenerife, 28 giugno 1989 |
| Real Betis | 1-0       | Tenerife   | Siviglia, 2 luglio 1989                |
|            |           |            |                                        |

## Statistiche

### Squadre

#### Capoliste solitarie
|    | —— | —— | ——  | ——  | ——  | ——  | ——          | ——          | ——          | ——          | ——          | ——  | ——  | ——          | ——          | ——          | ——          | ——          | ——          | ——          | ——          | ——          | ——          | ——          | ——          | ——          | ——          | ——          | ——          | ——          | ——          | ——          | ——          | ——          | ——          | ——          | ——          | —— |  |
|    |    |    | Ath | Ath | Bar | Bar | Real Madrid | Real Madrid | Real Madrid | Real Madrid | Real Madrid |     |     | Real Madrid | Real Madrid | Real Madrid | Real Madrid | Real Madrid | Real Madrid | Real Madrid | Real Madrid | Real Madrid | Real Madrid | Real Madrid | Real Madrid | Real Madrid | Real Madrid | Real Madrid | Real Madrid | Real Madrid | Real Madrid | Real Madrid | Real Madrid | Real Madrid | Real Madrid | Real Madrid | Real Madrid |    |  |
|    |    |    |     |     |     |     |             |             |             |             |             |     |     |             |             |             |             |             |             |             |             |             |             |             |             |             |             |             |             |             |             |             |             |             |             |             |             |    |  |
|    |    |    |     |     |     |     |             |             |             |             |             |     |     |             |             |             |             |             |             |             |             |             |             |             |             |             |             |             |             |             |             |             |             |             |             |             |             |    |  |
| 1ª | 2ª | 3ª | 4ª  | 5ª  | 6ª  | 7ª  | 8ª          | 9ª          | 10ª         | 11ª         | 12ª         | 13ª | 14ª | 15ª         | 16ª         | 17ª         | 18ª         | 19ª         | 20ª         | 21ª         | 22ª         | 23ª         | 24ª         | 25ª         | 26ª         | 27ª         | 28ª         | 29ª         | 30ª         | 31ª         | 32ª         | 33ª         | 34ª         | 35ª         | 36ª         | 37ª         | 38ª         |    |  |

#### Primati stagionali
- Maggior numero di vittorie: Real Madrid (25)
- Minor numero di sconfitte: Real Madrid (1)
- Migliore attacco: Real Madrid (91 reti segnate)
- Miglior difesa: Valencia, Barcellona (26 reti subite)
- Miglior differenza reti: Real Madrid, Barcellona (+54)
- Maggior numero di pareggi: Logrones, Español (16)
- Minor numero di pareggi: Real Murcia (6)
- Maggior numero di sconfitte: Elche (27)
- Minor numero di vittorie: Elche (4)
- Peggior attacco: Logrones (25 reti segnate)
- Peggior difesa: Elche (71 reti subite)
- Peggior differenza reti: Elche (-42)

### Individuali

#### Classifica marcatori
| Gol |  |  | Giocatore              | Squadra         |
| --- |  |  | ---------------------- | --------------- |
| 35  |  |  | Baltazar               | Atlético Madrid |
| 27  |  |  | Hugo Sánchez           | Real Madrid     |
| 20  |  |  | Julio Salinas          | Barcellona      |
| 16  |  |  | Amarildo               | Celta Vigo      |
| 15  |  |  | Emilio Butragueño      | Real Madrid     |
| 14  |  |  | Fernando Gómez Colomer | Valencia        |
| 13  |  |  | Pedro Uralde           | Athletic Bilbao |
| 13  |  |  | Míchel                 | Real Madrid     |